# RocksDB
RocksDBは、高性能のkey-valueのデータを格納する組み込みデータベースである。LevelDBのフォークであり、多数のCPUコアを活用して、入出力（I/O）バウンドなワークロードに対して、ソリッドステートドライブ（SSD）のような高速なストレージを効率よく使用するように最適化されている。log-structured merge-tree（LSMツリー）と呼ばれるデータ構造に基づいている。コードはC++で書かれており、C++、C、Javaのための公式のアプリケーションプログラミングインターフェイス（API）バインディングの他、多数のサードパーティの言語バインディングも提供されている。RocksDBはオープンソースソフトウェアであり、当初はBSD 3-clauseライセンスのもとでリリースされていたが、2017年7月、Apache 2.0とGPLv2ライセンスのデュアルライセンスに移行した。これは、Apache Software Foundationが、以前のBSD+Patentsライセンス条項をブラックリストに加えたことに応じたものと考えられている。
RocksDBは、ウェブスケールの様々なエンタープライズのプロダクションシステムで使用されている。使用している企業としては、Facebook、Yahoo!、LinkedInなどがある。

## 機能
RocksDBは、LevelDBと同様に、任意のデータ型のキーとバリューを格納する。格納されたデータは、キーまたはカスタムのコンパレータ関数によって、バイト単位でソートされる。
RocksDBは、LevelDBのすべての機能に加えて、以下の追加機能を提供する。
- トランザクション[15]
- バックアップ[16]とスナップショット[17]
- Column families（英語版）[18]
- ブルームフィルタ[19]
- Time to live（TTL）のサポート[20]
- Universal compaction[21]
- Merge operators[22]
- Statistics collection[23]
- Geospatial indexing[24]

さらにその他の機能については、こちらを参照すること。List of RocksDB features that are not in LevelDB
RocksDBはSQLデータベースではない（ただし、MyRocksというRocksDBでMySQLの機能を使用できるようにする実装もある）。他のNoSQLやDbmストアと同様、関係データモデルは持たず、SQLクエリもサポートしない。セカンダリインデックスも直接はサポートしないが、ユーザがColumn Familiesを使用して内部的に構築したり、外部的に構築することは可能である。サーバーもコマンドラインインターフェイスも存在しないため、アプリケーションはRocksDBをライブラリとして使用する。

## 歴史
RocksDBは、2012年4月、FacebookでDhruba BorthakurがLevelDBのフォークとして開発した。 初期段階の目標は、サーバーのワークロードのための性能向上だった。

## インテグレーション
組み込み可能なデータベースであるため、RocksDBは、より大きなデータベース管理システム（DBMS）の内部でストレージエンジンとして使用することができる。たとえば、CockroachDBはRocksDBをストレージエンジンとして使用している。

### 代替バックエンド
以下のプロジェクトでは、すでに確立しているデータベースシステムをRocksDBで置換したり、代替ストレージエンジンを提供したりしています。

#### MongoDB
MongoRocksプロジェクトでは、MongoDBのストレージエンジンとしてRocksDBを使用するためのストレージモジュールを開発している。
関連するプログラムとして、Goで書かれたツールであるRocks Strataがある。これを利用すると、RocksDBをストレージエンジンとして使用しているときにMongoDBの増分パックアップが管理できるようになる。

#### MySQL
MyRocksプロジェクトでは、MySQLのための新しいRocksDBベースのストレージエンジンを開発している。MyRocksの詳細については、Percona Live 2016でプレゼンテーションされた。

### 組み込み
以下のデータベースシステムやアプリケーションは、RocksDBを組み込みのストレージとして使用することを選択している。

#### ArangoDB
ArangoDBは、以前使用していたストレージエンジン（"mmfiles"）をRocksDBで置換した。

#### CephのBlueStore
CephのBlueStoreストレージのレイヤーでは、OSDデバイス上のメタデータ管理のためにRocksDBを使用している。

#### LogDevice LogsDB
LogDeviceのLogsDBは、RocksDBの上に構築されている。

#### Faktory
バックグラウンドジョブシステムのFacktoryは、RocksDBをストレージとして使用している。

#### SSDB
ssdb-rocksプロジェクトでは、SSDB NoSQLデータベースのためのストレージエンジンとしてRocksDBを使用している。

#### TiDB
TiDBプロジェクトでは、RocksDBをストレージエンジンとして使用している。

## サードパーティの言語バインディング
以下の言語では、RocksDBのサードパーティ製のプログラミング言語バインディングが使用できる。
- C#[46]
- D[47]
- Elixir[48]
- Erlang[49][50]
- Go[51]
- Haskell[52]
- Java[53]
- Node.js[54]
- Objective-C, and Swift[55]
- Perl[56]
- PHP[57]
- Python[58]
- Ruby[59]
- Rust[60]